# Jeroen Dera
Jeroen Dera (Uden, 23 augustus 1986) is een Nederlandse letterkundige en literatuurcriticus.
Dera studeerde Nederlandse Taal en Cultuur en Literatuurwetenschap aan de Radboud Universiteit Nijmegen, waar hij werkt als docent. Hij promoveerde in 2017 op het proefschrift Sprekend kritiek: literatuurprogramma's in de vroege jaren van de Nederlandse radio en televisie en doet sindsdien vooral onderzoek naar het Nederlandse literatuuronderwijs. Als literatuurcriticus is Dera verbonden aan de Vlaamse krant De Standaard en aan de literaire tijdschriften Dietsche Warande & Belfort en Poëziekrant. Hij schrijft vooral over hedendaagse poëzie en zat vanuit die expertise ook vaak in jury's van literaire prijzen, zoals de Jan Campert-prijs, de Herman de Coninckprijs, de Grote Poëzieprijs en de P.C. Hooft-prijs. Hij kreeg de KNAW Early Career award in 2023.